# Теуфайва
Теуфайва (англ. Teufaiva) — многофункциональный стадион в тонганской столице Нукуалофа.

## Информация
Первоначально стадион носил название Tenefaita Field Stadium. «Теуфайва» вмещает 10 тысяч зрителей. Поле имеет естественное травяное покрытие, которое было обновлено в 2017 году.
Вокруг поля на стадионе располагается современный легкоатлетический комплекс: восемь беговых дорожек, зоны для прыжков и метаний.

## Использование
На поле «Теуфайвы» проводят домашние матчи мужские и женские сборные Тонги по футболу, регби и регбилиг.
Также здесь проходят соревнования по лёгкой атлетике. Ведущие легкоатлеты страны используют стадион в качестве тренировочной базы.
«Теуфайва» регулярно принимает массовые торжественные мероприятия. В частности, в 2006 году 9 тысяч школьников исполнили на стадионе танец маулуулу в ходе коронации короля Тонга Джорджа Тупоу V.